# Хенри Алингам
Хенри Вилијам Алингам (енгл. Henry William Allingham, Клептон, 6. јун 1896 — Овингдин, 18. јул 2009) био је британски ветеран првог светског рата и суперстогодишњак који је према гинисовој књизи рекорда носио титулу најстаријег живог мушкарца на свету у периоду од 19. јуна до 18. јула 2009. године.

## Биографија
Хенри Алингам рођен је у Клептону, Лондон, Енглеска, Уједињено Краљевство, 6. јуна 1896. године. Његов отац преминуо је од туберкулозе 1897. године, у доби од 29 година. Његова мајка се поново удала 1907. године, након чега су се преселили у Лондон.
У августу 1914. године, покушао је да се придружи војсци као јахач, али га је мајка убедила да је његово место код куће. Међутим, након што му је мајка преминула 1915. године, пријавио се у Краљевску морнаричку ваздушну службу. Званично је добио статус ваздухопловног механичара друге класе 21. септембра 1915. године, одакле је послат у Чингфорд пре него што је завршио обуку у Ширнесу и Кенту.
Након дипломирања, распоређен је на ваздушну станицу у Грејт Јармуту где је радио на одржавању авиона. Током припрема за битку код Јиланда, наређено му је да се придружи поморској кочари, где су његове одговорности укључивале помоћ у лансирању авиона. У септембру 1917. године, до тада већ ваздухопловни механичар прве класе, послат је на Западни фронт, а 3. новембра 1917. године, послат је у складиште авиона у Денкерку, у Француској, где је остао до краја рата на пословима поправке авиона.
1918. године, упознао је Дороти Кејтор. Венчали су се исте године у Ромфорду, када је она имала 24, а он 22 године, а 1961. године, преселили су се у Истборн у Сасексу. Имали су две ћерке, Бети (1920–2023) и Џин (1923–2001). Током Другог светског рата, био у резервисаном занимању и радио је на бројним пројектима. Његов најзначајнији допринос био дизајн ефикасне противмере немачким магнетним рудницима.
6. децембра 2005, након смрти 111-годишњег Јежија Пајончковског Дидињског, постао је најстарији живи мушкарац у Уједињеном Краљевству.
10. новембра 2006, након смрти 111-годишњег Мориса Флокеа из Француске, постао је најстарији живи мушкарац у Европи.
19. јуна 2009, након смрти 113-годишњег Томоџија Танабеа из Јапана, постао је најстарији живи мушкарац на свету.
Хенри Алингам преминуо је у Овингдину, Брајтон и Хоув, Енглеска, Уједињено Краљевство, 18. јула 2009. године, у доби од 113 година и 42 дана. Након његове смрти, тада 112-годишњи Волтер Брунинг из Сједињених Америчких Држава, преузео је титулу најстаријег живог мушкарца на свету.